# S’Estany d’en Mas
S’Estany d’en Mas (‚Teich des Landhauses‘) bezeichnet eine Bucht und eine nach ihr benannte Siedlung auf der spanischen Baleareninsel Mallorca. Beide sind auch unter dem Namen Cala Romàntica (‚Romantische Bucht‘) bekannt. S’Estany d’en Mas befindet sich im Südosten der Gemeinde Manacor zwischen den Orten Porto Cristo und Cales de Mallorca. Der Name geht auf das Landgut Son Mas de la Marina und einen Teich zurück, der sich, meist trocken, hinter der Bucht befindet. Hier mündet der Torrent des Morts, der sich kurz zuvor mit dem Torrent de Can Llunes vereinigt hat, ins Meer.

## Lage und Beschreibung

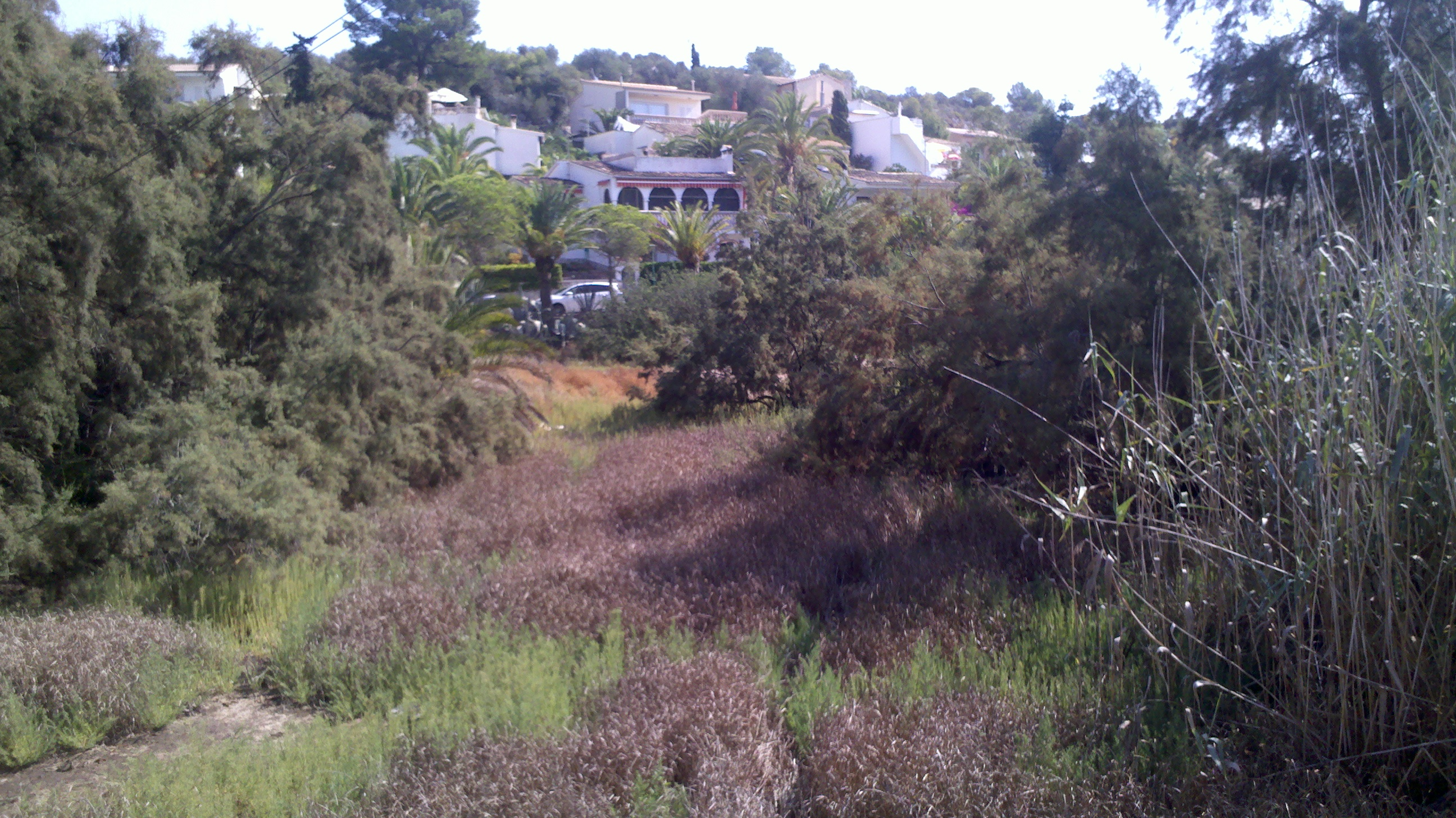
Trockenes Bachbett direkt hinter der Cala

Die Cala Romàntica ist zentraler Punkt der stark touristisch geprägten Ortschaft S'Estany d'en Mas, sehr gut über einen Parkplatz oder kurze Fußwege zugänglich und besitzt eine mehrmals täglich angefahrene Anlegestelle für Glasbodenboote.
Der Strand fällt nur flach ins Meer hinein ab. Während sich auf der Nordseite des Strandes bereits Häuser des Ferienortes S'Estany d'en Mas befinden, fällt die Südseite steil über eine ca. 20 – 30 m hohe Felswand ins Meer ab.

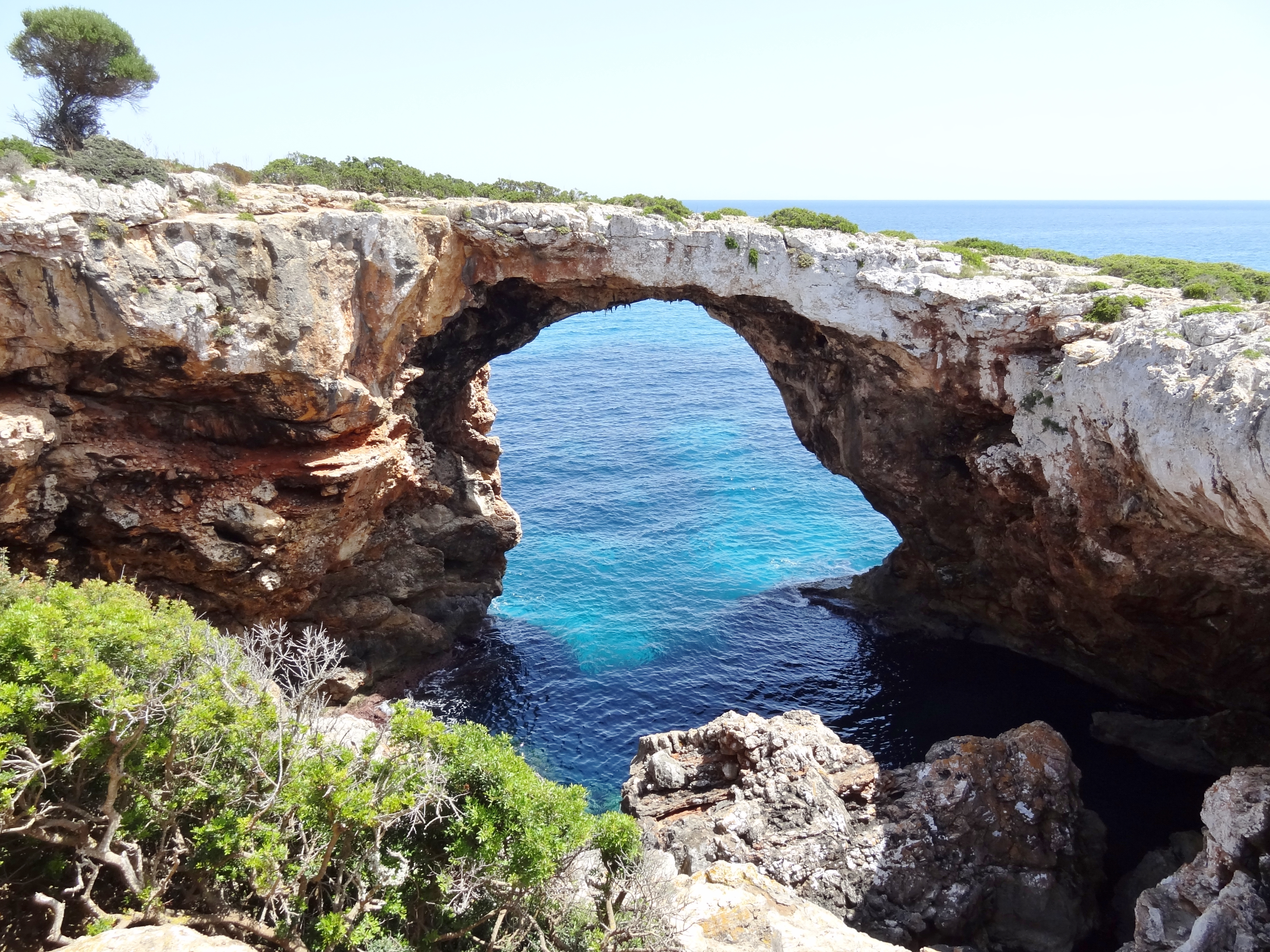
Cova des Pont

## Küstenwanderweg
Vom Strand kann zur Steilküste aufgestiegen und auf dieser in südwestlicher Richtung auf einem nur wenig ausgeprägten Küstenpfad zur Cala Varques gewandert werden. Kurz vor dieser Bucht spannt sich an der Cova des Pont eine spektakuläre Felsenbrücke über die Küstenfelsen.